# پارکرزبورگ (آیووا)
پارکرزبورگ (به انگلیسی: Parkersburg) شهری در ایالت آیووا کشور ایالات متحده آمریکا است که جمعیت آن در سرشماری سال ۲۰۱۰ میلادی، ۱٬۸۷۰ نفر بوده‌است.